# Isle of Man TT 1910

Het huidige circuitverloop van de Snaefell Mountain Course bij Ballacraine. De St John's Short Course kwam over de A1 van links en de coureurs moesten een veel scherpere (linker) bocht maken.

De Isle of Man TT 1910 was de vierde uitvoering van de Isle of Man TT. Ze werd verreden op de St John's Short Course (St John's - Ballacraine - Kirk Michael - Peel- St. John's) op het eiland Man. Dat was de laatste keer: in 1911 verhuisde de TT naar de 60 km-lange Snaefell Mountain Course.
| 1910 | - Eerste racegemiddelde boven 50 mph (Charlie Collier, Matchless tweecilinder) - Nieuw ronderecord: 53,15 mph (Harry Bowen, BAT-JAP tweecilinder) |

## Algemeen
Voor het eerst sinds 1907 bleef het reglement van de TT ongewijzigd: er was nog steeds één klasse, met eencilinders tot 500 cc en tweecilinders tot 750 cc. Wel was ze verplaatst naar dezelfde periode als in 1907: eind mei. De organisatie had gedacht de bocht bij Ballacraine veiliger te maken. De rijders moesten daar een scherpe linker bocht richting Kirk Michael maken. Daarom had men een houten talud in de buitenbocht gebouwd. Dat werkte averechts: de rijders gebruikten het talud als een soort steile wand om de bocht nog sneller te nemen. Dat was de oorzaak van de crash van Harry Bowen. Qua inschrijvingen was de TT van 1910 een groot succes. Steeds meer motorfietsproducenten zagen brood in sportieve successen, maar ze zagen ook in dat er tijdens de TT met de opkomende kettingaandrijving, koppelingen en versnellingsbakken getest kon worden. Er waren dan ook 83 inschrijvingen, waarvan er 29 de finish haalden. Onder de nieuwkomers waren machines van Ariel, ASL, Blumfield, Centaur, Humber, New Scale, Moveo, Quadrant, Trump en Zenith.

## 500 Single & 750 Twin TT
donderdag 26 mei, 10 ronden, 254,5 km
De race werd een groot succes voor de gebroeders Collier. Beide Matchless-twins reden ronden boven de 50 mijl per uur. Toch hadden ze vooral in het begin van de race veel strijd met de BAT-racers, vooral van Harry Bowen, die de snelste ronde met 53,15 mph reed. De BAT's vielen echter allemaal uit, waardoor Billy Creyton met zijn Triumph-eencilinder derde kon worden. De race was internationaal geworden nu ook NSU een speciale tweecilinder had gebouwd en het nieuws over de TT van Man begon door te dringen op het Europese vasteland. Het succes van de tweecilinders zou wel weer leiden tot een reglementswijziging. De ACU maakte zich zorgen over de snel toenemende snelheden en besliste dat tweecilinders in 1911 nog maar 670 cc mochten meten.
Toch was het ook voor Triumph een groot succes. In deze uitslag valt het niet zo op, maar in de 500cc-eencilinderklasse bezetten Triumph TT Roadsters de eerste acht plaatsen.
| Pos | Coureur          | Merk                | Snelheid  | Tijd    |
| --- | ---------------- | ------------------- | --------- | ------- |
| 1   | Charlie Collier  | 5 hp Matchless      | 50,59 mph | 3:07.54 |
| 2   | Harry Collier    | 5 hp Matchless      | 49,29 mph | 3:12.45 |
| 3   | Walter Creyton   | 3½ hp Triumph       | 48,02 mph | 3:17.58 |
| 4   | J. Adamson       | 3½ hp Triumph       | 47,09 mph | 3:21.47 |
| 5   | Jack Scriven     | 4 hp Rex            | 46,66 mph | 3:23.35 |
| 6   | Jack Marshall    | 3½ hp Triumph       | 46,40 mph | 3:24.47 |
| 7   | H. Lister-Cooper | 3½ hp Triumph       | 46,23 mph | 3:25.24 |
| 8   | Billy Newsome    | 3½ hp Triumph       | 45,98 mph | 3:26.35 |
| 9   | Frank Phillips   | 5 hp Scott          | 44,86 mph | 3:31.47 |
| 10  | H. Colver        | 5 hp Matchless      | 43,83 mph | 3:36.46 |
| 11  | C. Murphey       | 3½ hp Triumph       | 43,69 mph | 3:37.15 |
| 12  | Howard Smith     | 3½ hp Triumph       | 43,10 mph | 3:40.15 |
| 13  | A. J. Alexander  | 5 hp Indian         | 42,46 mph | 3:42.49 |
| 14  | W. Heaton        | 5 hp NSU            | 42,46 mph | 3:43.46 |
| 15  | W. McMinnies     | 3½ hp Triumph       | 42,14 mph | 3:45.16 |
| 16  | Rem Fowler       | 4 hp Rex            | 42,08 mph | 3:45.46 |
| 17  | Jack Slaughter   | 3½ hp Ariel         | 41,61 mph | 3:48.00 |
| 18  | D. Bolton        | 4 hp Rex            | 40,99 mph | 3:51.45 |
| 19  | J. Woodward      | 4 hp Rex            | 38,64 mph | 4:05.51 |
| 20  | Edward Baxter    | 4 hp Rex            | 38,33 mph | 4:07.49 |
| 21  | Lee Evans        | 5 hp Indian         | 34,66 mph | 4:09.16 |
| 22  | J. Sirett        | 3½ hp NSU           | 38,08 mph | 4:09.45 |
| 23  | Alfred Alexander | 3½ hp Rex           | 37,93 mph | 4:10.15 |
| 24  | W. Grange        | 3½ hp Rex           | 37,89 mph | 4:10.37 |
| 25  | Eric Myers       | 5 hp Scott          | 36,99 mph | 4:16.50 |
| 26  | Douglas Brown    | 3½ hp Humber        | 36,87 mph | 4:17.30 |
| 27  | S. Perryman      | 5 hp Blumfield      | 34,91 mph | 4:31.08 |
| 28  | Andrew Sproston  | 4 hp Rex            | 34,43 mph | 4:35.06 |
| 29  | Percy Weatherilt | 3½ hp Zenith Gradua | 33,70 mph | 4:41.53 |
| 30  | F. Chase         | 3½ hp Centaur       | 33,27 mph | 4:45.19 |

| Coureur                | Merk          | Oorzaak       |
| ---------------------- | ------------- | ------------- |
| A. Fenn                | Ariel         |               |
| Arthur Moorhouse       | Indian        |               |
| A. Oberlander          | NSU           |               |
| B. Jones               | Premier       |               |
| Charles Franklin       | Indian        | Klapband      |
| Charlie Bennett        | Indian        |               |
| D. Clarke              | Indian        |               |
| D. Rea                 | Moveo         |               |
| E. Baxter              | Rex           |               |
| E. Stevens             | DOT           |               |
| F. Barnes              | Zenith        |               |
| F. Dayrell             | BAT-JAP       |               |
| F. Mackay              | Rex           |               |
| F. McNab               | Triumph       |               |
| F. Turvey jr.          | Humber        |               |
| F. Wood                | NSU           |               |
| Frank A. Applebee      | Rex           |               |
| Frank W. Applebee      | Centaur       |               |
| G. Stanley             | Premier       |               |
| Harry Bashall          | BAT-JAP       |               |
| Harry Bowen            | BAT-JAP       | Val           |
| Harry Reed             | DOT           |               |
| Harry Scale            | New Scale-JAP | New Scale-JAP |
| H. Holding             | Blumfield     |               |
| Harry Martin           | ASL           |               |
| James Lansdowne Norton | Norton        |               |
| J. Bashall             | BAT-JAP       |               |
| J. Crundall            | Humber        |               |
| J. Gibson              | Trump-JAP     |               |
| J. Lang                | Tee-Bee       |               |
| J. Loxham              | Moveo         |               |
| J. Sirett              | NSU           |               |
| N. Drury               | Chater Lea    |               |
| Oliver Godfrey         | Rex           |               |
| P. Butler              | DOT           |               |
| Robert Ellis           | Rex           |               |
| R. Lord                | Rex           |               |
| R. Pimm                | ASL           |               |
| S. Sam Wright          | Humber        |               |
| S. Witham              | BAT-JAP       |               |
| Walter Bentley         | Indian        |               |
| W. Pollard             | Quadrant      |               |
| Y. Yates               | Humber        |               |

1907 · 1908 · 1909 · 1910 · 1911 · 1912 · 1913 · 1914 · Eerste Wereldoorlog · 1920 · 1921 · 1922 · 1923 · 1924 · 1925 · 1926 · 1927 · 1928 · 1929 · 1930 · 1931 · 1932 · 1933 · 1934 · 1935 · 1936 · 1937 · 1938 · 1939 · Tweede Wereldoorlog · 1947 · 1948 · 1949 · 1950 ·1951 · 1952 · 1953 · 1954 · 1955 · 1956 · 1957 · 1958 · 1959 · 1960 · 1961 · 1962 · 1963 · 1964 · 1965 · 1966 · 1967 · 1968 · 1969 · 1970 · 1971 · 1972 · 1973 · 1974 · 1975 · 1976 · 1977 · 1978 · 1979 · 1980 · 1981 · 1982 · 1983 · 1984 · 1985 · 1986 · 1987 · 1988 · 1989 · 1990 · 1991 · 1992 · 1993 · 1994 · 1995 · 1996 · 1997 · 1998 · 1999 · 2000 · 2002 · 2003 · 2004 · 2005 · 2006 · 2007 · 2008 · 2009 · 2010 · 2011 · 2012 · 2013 · 2014